# Mount Ryan
Mount Ryan är ett berg i Antarktis. Det ligger i Västantarktis. Chile gör anspråk på området. Toppen på Mount Ryan är 3 200 meter över havet.
Terrängen runt Mount Ryan är varierad. Trakten är obefolkad. Det finns inga samhällen i närheten. 